# Klassisk nahuatl
Klassisk nahuatl eller fornaztekiska var en variation av nahuatl som fungerade som Aztekrikets officiella språk. I dagens läge är klassisk nahuatl utdött. Namnet klassisk nahuatl används för att göra skillnad mellan den där variationen som talades av azteker och den moderna nahuatl.
Språket skrevs med både aztekisk skrift och latinska alfabetet.

## Fonologi

### Konsonanter
|             | Labial | Dental | Dental | Alveolopalatal | Velar | Velar | Glottal |
| Norm.       | Labial | Lat.   | Norm.  | Alveolopalatal | Lab.  |       | Glottal |
| ----------- | ------ | ------ | ------ | -------------- | ----- | ----- | ------- |
| Klusil      | p      | t      |        |                | k     | kʷ    | ʔ       |
| Affrikat    |        | ts     | tɬ     | tʃ             |       |       |         |
| Frikativ    |        | s      |        | ʃ              |       |       |         |
| Lateral     |        | l      |        |                |       |       |         |
| Nasal       | m      | n      |        |                |       |       |         |
| Approximant | w      |        |        | j              |       |       |         |

Källa:

### Vokaler
|             | Främre | Central | Bakre |
| ----------- | ------ | ------- | ----- |
| Sluten      | i      |         |       |
| Mellanöppen | e      |         | o     |
| Öppen       |        | a       |       |

Vokaler kan realiseras som både korta och långa.
Källa: